# 特拉姆朗
特拉姆朗（法語：Tramelan，法語發音：[tʁamlɑ̃]）是瑞士伯恩州的一个市镇，位於該國中西部，面積24.82平方公里，六成土地是農業用地，海拔高度900米，截至2018年12月31日总人口为4,564人。

## 外部連結
- Tramelan official website
- Trambulle Comics Festival （页面存档备份，存于）
- Armand Nicolet homepage （页面存档备份，存于）